# Марија Чеботари
Марија Чеботари (рум. Maria Cebotari, Кишињев, 10. фебруар 1910 — Беч, 9. јун 1949) била је аустријска оперска певачица румунског порекла.

## Биографија
Марија Чеботари је рођена у Бесарабији, у скромној породици. Пажњу је привукла својим певањем у локалном црквеном хору. Она је позвана да иде на музичке студије од стране свештеника. Након што је студирала певање у Метрополитенској капели у Кишињеву на челу са Михаилом Березовским, студирала је и на Конзерваторијуму „Униреа“ у истом граду (1924—1929). Дебитовала је на позорници у Метрополитанском хору у 14. години, након чега је годину дана касније певала Аиду – Ђузепеа Вердија и наступала у опери Тоска, Ђакома Пучинија. Године 1927. и 1928. учествовала је на турнеји у Француској са бендом певачица и плесачица. Срела се са руским глумцем Александром Вирубовом који је управљао Московским театром уметности. Понудио јој је уговор и брак, а путовали су од града до града и завршили у Берлину.
Као сопран, дебитовала је 1931. године, са улогом Мими у Пучинијевој опери Боеми у Опери у Дрездену, где је остала као солисткиња до 1943. Касније је ангажована као стални солиста у Бечкој државној опери, где ће певати до смрти.
Њени најпознатији наступи били су у Моцартовим операма. Остварила је огроман успех као солиста у Фигаровој женидби на фестивалу у Салцбургу за који ју је ангажовао диригент Херберт фон Карајан. Познати композитор Рихард Штраус написао је композицију посебно за њу. Певала је у оперским кућама Берлина, Минхена, Букурешта, Цириха, Милана и Рима.
Марија Чеботари је такође глумила у осам филмова, у Немачкој или Аустрији, уз филмске звезде у то време, укључујући њеног другог супруга, Густава Диесла, пошто се развела од грофа Вирубова 1938. који је постао коцкар и алкохоличар.
Са аустријским глумцем, Густавом Диеслом је имала два сина. Њен супруг је умро од срчаног удара 20. марта 1948. 
Она је имала тешке болове током наступа у опери Ла Скала, почетком 1949. Најпре то лекари нису схватали озбиљно. Међутим, она је пала за време наступа 31. марта 1949. Током операције 4. априла, лекари су пронашли рак у јетри и панкреасу. Умрла је од рака 9. јуна 1949. у Бечу.